# ウシノシタ

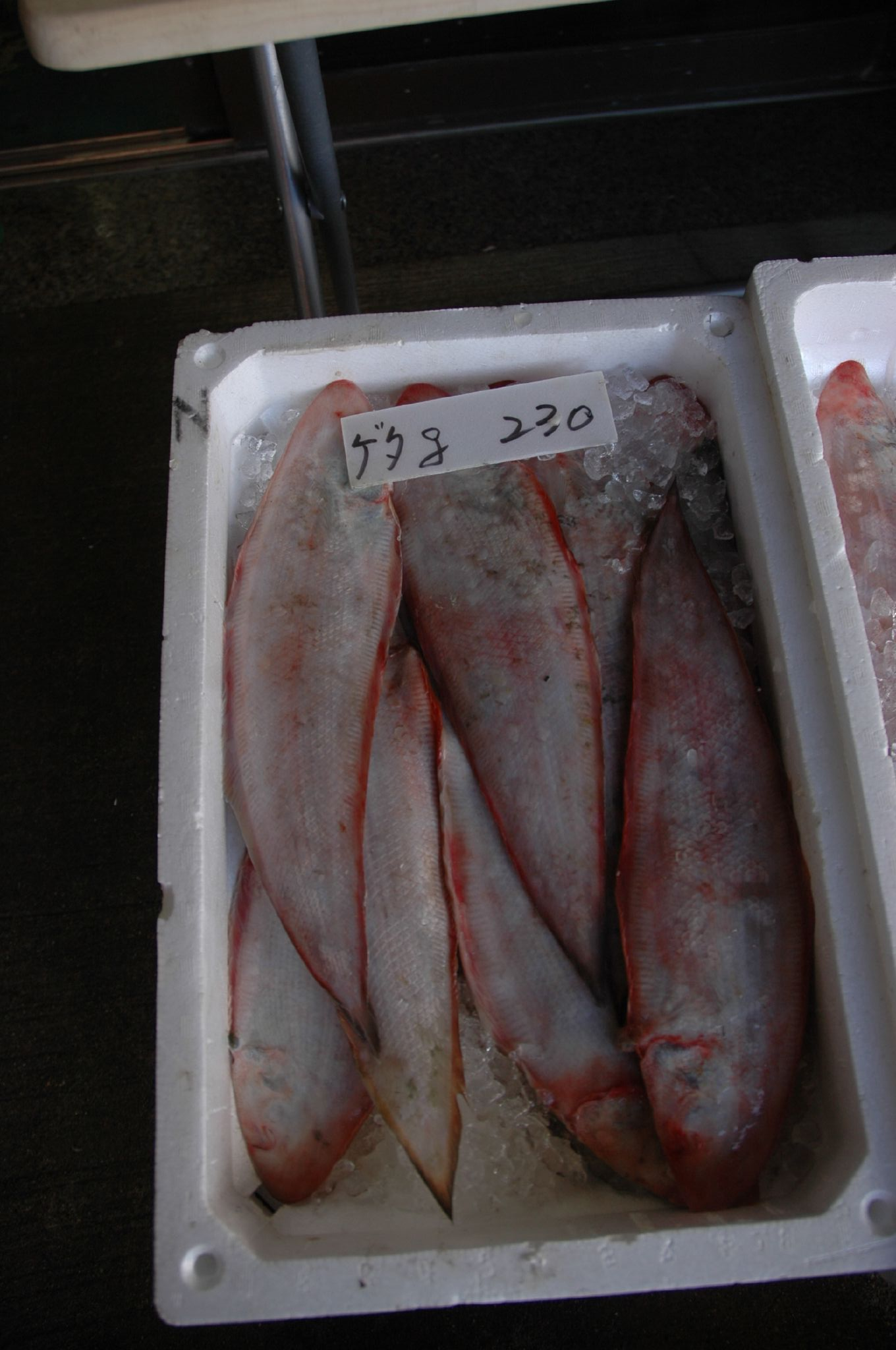
ゲタ（岡山県備前市日生で）

ウシノシタ（牛の舌）は、カレイ目ササウシノシタ科およびウシノシタ科の魚の総称。ウシノシタ科に属する魚の総称としてはシタビラメ（舌平目）とも称される。

## 概要
日本やヨーロッパなどで食用とされている。ササウシノシタ科（ササウシノシタ、シマウシノシタなど）とウシノシタ科（アカシタビラメや、クロウシノシタ、オオシタビラメ、イヌノシタなど）の2科に分かれ、前者は体の右側に目があり、後者は体の左側に目がある。ササウシノシタ科のほとんどの種は小さいため、ほとんど漁獲対象にはされない。日本で獲れるものはアカシタビラメやクロウシノシタが多く、主に西日本で食べられる。はげにくい鱗を持つが、皮は頭から剥ぐと簡単にむける。体の輪郭がほかのカレイ目の魚と極端に違う。
主に関東を中心にシタビラメと呼ばれる。一方、英名のSoleや学名のSoleaは「靴底」を意味する語であり、日本の地方名にも同義のものが多い。例えば、九州の有明海・八代海沿岸地域では「くちぞこ」・「くつぞこ」、岡山県や香川県など瀬戸内地方では主にアカシタビラメを中心に「ゲタ」と呼ばれる。
山口県ではアカシタビラメを「レンチョウ」と呼び煮付けなどにする。
それ以外の地方名としては新潟県周辺での「ねずり」・「ねずら」などがある。（体を倒して海底を這うように泳ぐことから、寝擦の意である）
ミナミウシノシタは毒をもつ。また、サメが忌避する分泌物を持つ種もいる

## 利用
身は柔らかく美味であり、揚げ物、ムニエル、ポワレ、煮付け、塩焼きなど、各国では様々な調理法で食べる。ただし、肉薄で可食部が少なく調理が困難なため、刺身には向かない。